# Timothy Stack
Timothy Stack (* 21. November 1956 in Doylestown, Pennsylvania) ist ein US-amerikanischer Filmschauspieler.

## Leben
Timothy Stack absolvierte zunächst ein Studium an der Boston University. Anfang der 1980er Jahre begannen seine Auftritte in Film und Fernsehen, vor allem in humoristischen Rollen.
1987 synchronisierte er die Lampe im Zeichentrickfilm Der tapfere kleine Toaster und den Folgefilmen. Ab 1990 spielte er den Vater in der Comedyserie Parker Lewis – Der Coole von der Schule. Ab 1995 moderierte er als „Dick Dietrick“ die Comedy-Reihe Night Stand, eine Parodie auf US-Talkshows. Ab 2000 spielte er die Hauptrolle des „Notch Johnson“ in der Baywatch-Parodie-Serie Son of the Beach. 2003 spielte er bei Scary Movie 3 als „Carson Ward“ mit. Ab 2005 verkörperte eine Parodie auf sich selbst in der Serie My Name Is Earl.

## Filmografie (Auswahl)
- 1981: Thornwell
- 1982: Das schönste Freudenhaus in Texas (The Best Little Whorehouse in Texas)
- 1982: Desire, the Vampire
- 1983: Mike Hammer – Mord auf Abruf (Murder Me, Murder You)
- 1985: Absturz in der Wildnis (True Heart)
- 1987: Blind Date – Verabredung mit einer Unbekannten (Blind Date)
- 1987: Der tapfere kleine Toaster (The Brave Little Toaster, Zeichentrickfilm, Stimme)
- 1988: Justin Case
- 1989: Martians Go Home – Die ausgeflippten Außerirdischen (Martians Go Home)
- 1990: Almost Vegas
- 1990: Hurricane Sam
- 1990–1993: Parker Lewis – Der Coole von der Schule (Parker Lewis, Fernsehserie, 32 Folgen)
- 1992: Double Trouble – Warte, bis mein Bruder kommt (Double Trouble)
- 1994: Clifford – Das kleine Scheusal (Clifford)
- 1994: Was ist Pat? (It’s Pat)
- 1995: Die letzte Hoffnung (My Brother’s Keeper)
- 1995–1997: Night Stand with Dick Dietrick (Fernsehsendung, 96 Folgen)
- 1996: Hilfe, ich komm’ in den Himmel (Dear God)
- 1999: Die Killerhand (Idle Hands)
- 2000: Cast Away – Verschollen (Cast Away)
- 2000–2002: Son of the Beach (Fernsehserie, 42 Folgen)
- 2003: Dumm und dümmerer (Dumb and Dumberer)
- 2003: Scary Movie 3
- 2004: Disneys Klassenhund: Der Film (Teacher’s Pet, Zeichentrickfilm, Stimme)
- 2005: Malcolm mittendrin (Malcolm in the Middle, Fernsehserie, Episode: 6x20)
- 2005–2009: My Name Is Earl (Fernsehserie, 18 Folgen)
- 2007: Welcome to Paradise
- 2012–2013: Raising Hope (Fernsehserie, 2 Folgen)